# Aeropuerto de Yola
El Aeropuerto de Yola (IATA: YOL, OACI: DNYO) es un aeropuerto que atiende a Yola, una ciudad en el Estado Adamawa de Nigeria.

## Aerolíneas y destinos
| Aerolíneas   | Destinos                |
| ------------ | ----------------------- |
| Arik Air     | Abuya, Lagos            |
| IRS Airlines | Abuya, Lagos, Maiduguri |